# Jan Žďárek
Jan Žďárek (* 29. března 1938 Náchod) je český vědec světového významu, entomolog zabývající se zejména fyziologií a etologií hmyzu, pedagog, popularizátor vědy a obhájce důležitosti a krásy hmyzu.

## Život
Prof. RNDr. Jan Žďárek, DrSc. se narodil 29. března 1938 v Náchodě.
V rodném městě absolvoval jedenáctiletku, dnešní Jiráskovo gymnázium. Ve volných chvílích se věnoval ochotnickému divadlu.
Po maturitě v roce 1956 z Náchoda odešel do Prahy, kde studoval biologii a chemii na Přírodovědecké fakultě Univerzity Karlovy se zaměřením na zoologii bezobratlých.
Jeho původní vášeň pro taxonomii, ekologii a chování pavouků se postupně přesunula ke hmyzu.
Od počátku šedesátých do konce osmdesátých let 20. století působil na Entomologickém ústavu, kde studoval fyziologii a chování hmyzu, zabýval se zejména výzkumem společenského života včel, čmeláků a mravenců, ale také vývojem a rozmnožováním mouchy tse-tse.
V roce 1968 obhájil doktorskou práci o rozmnožovacím chování ploštice ruměnice pospolné a její hormonální regulaci. Zaměření této práce definovalo jeho pozdější vědecké zájmy: etologie hmyzu a studium fyziologie, zejména hormonů a jejich vlivu na chování a vývoj.
V letech 1968 až 1970 absolvoval stáž na University of Illinois ve Spojených státech amerických, v laboratoři prof. Gottfrieda Fraenkela, jednoho ze zakladatelů hmyzí endokrinologie. Při svém pobytu na této postdoktorské stáži se seznámil s klíčovým tématem své budoucí práce, fyziologií chování a vývoje kruhošvých much.
Po návratu pokračoval v práci na Entomologickém ústavu Akademie věd, kde posléze vedl oddělení hmyzí fyziologie.
Jako hostující profesor v sedmdesátých až devadesátých letech 20. století působil a přednášel na University of Illinois, University of Massachusetts, Ohio State University a Texas A&M University.
Od roku 1986 také pracoval v laboratoři chemické ekologie hmyzu Ústavu organické chemie a biochemie Akademie věd ČR, kde si osvojil chemickou komunikaci hmyzu.
Na Přírodovědecké fakultě Univerzity Karlovy a Jihočeské univerzitě v Českých Budějovicích přednášel smyslovou fyziologii a etologii hmyzu.
V roce 1994 byl jmenován docentem v oboru entomologie na Univerzitě Karlově a tamtéž v roce 2003 také profesorem.
V roce 2007 byl při založení Biologického centra Akademie věd ČR a stal se členem první rady této instituce.

## Dílo
Zabýval se zrakovým orientačním chováním hmyzu, reprodukční fyziologií a svým klíčovým tématem larválního, puparičního a eklosního chování much a jejich hormonální a neurohormonální regulace, a také úlohou juvenilního hormonu v regulaci vývoje a rozmnožování hmyzu. V pozdějších fázích se pak u rozmanitých hmyzích modelů věnoval feromonům a čichové komunikaci jako klíčovému smyslovému kanálu, jímž hmyz poznává svět.
Mnoho svých pozorování uplatnil v aplikovaných projektech s cílem usnadnit soužití lidí s hmyzem, například prováděl výzkum aplikovaného potenciálu juvenilních hormonů a jejich syntetických analogů a využití hmyzích feromonů pro monitoring a regulaci škůdců, jako např. bekyně mnišky, obaleče modřínového, několika druhů zavíječů či květopasa jabloňového.
Výsledky svého výzkumu publikoval ve více než stovce prací v mezinárodních vědeckých časopisech a sbornících.
V roce 1968 na Evropském arachnologickém kongresu v Paříži prezentoval kanibalismus pavouků, který objevil spolu se svou manželkou
Podílel se na objevení pupariačního faktoru much.
V zahraničí se účastnil několika projektů podporovaných americkou agenturou NIH a Mezinárodní agenturou pro atomovou energii ve Vídni, zaměřených na výzkum mouchy tse-tse. Byl v Keni, Etiopii, Tanzanii, Zanzibaru, JAR, Botswaně, Namibii a Zimbabwe. Přispěl k mezinárodnímu projektu vypouštění sterilních samců bodalky tse-tse a objevení "porodního hormonu" u živorodých bodalek tse-tse.
Zasloužil se o objev antimikrobiálních peptidů larev bzučivek a látky lucifensin, která při poranění ochrání ránu před infekcí.
V 90. letech 20. století se profesor Jan Žďárek začal věnovat popularizaci entomologie a hmyzích témat. Postupně se podílel na rozhlasových a televizních seriálech a pořadech, novinových článcích a rozhovorech, recenzoval domácí a zahraniční knihy s biologickou tematikou nebo tyto knihy překládal.
Je autorem populárně naučných knih o hmyzu, například:
- Neobvyklá setkání (1980)
- How Animals Communicate (1987)
- Proč vosy, včely, čmeláci, mravenci a termiti…? aneb Hmyzí státy (1997)
- Hmyzí rodiny a státy (2013)
- Ohroženi hmyzem? (2021)[14]

## Ocenění
Prof. RNDr. Jan Žďárek, DrSc. za svou celoživotní vědeckou a popularizační činnost získal řadu ocenění, včetně ceny kolegia Akademie věd, Československého rozhlasu, nakladatelství Panorama (1980) nebo vydavatelství Academia (2013).
V roce 1998 mu nadace Český literární fond a nadace "Nadání Josefa, Marie a Zdeňky Hlávkových" udělily cenu Josefa Hlávky za vědeckou literaturu za jeho knižní práci roku 1997 "Proč vosy, včely, čmeláci, mravenci a termiti...? aneb Hmyzí státy".
Patřil vůbec k prvním vědcům, kterým byla udělena čestná medaile Vojtěcha Náprstka zřízená dne 6. června 2002 Akademickou radou Akademie věd ČR k ocenění dlouholeté, systematické a cíleně vedené činnosti v popularizaci vědeckých poznatků.
V roce 2004 mu bylo uděleno čestné členství České a Slovenské etologické společnosti.
V roce 2014 mu na návrh rektora Univerzity Karlovy nadace Český literární fond a nadace "Nadání Josefa, Marie a Zdeňky Hlávkových" udělily cenu Josefa Hlávky za vědeckou literaturu za jeho knižní práci roku 2013 "Hmyzí rodiny a státy".
V roce 2017 mu místopředseda vlády Pavel Bělobrádek udělil Cenu předsedy Rady vlády pro vědu, výzkum a inovace za propagaci a popularizaci vědy.
V roce 2021 mu byl udělen titul čestný člen České společnosti entomologické.
Za knihu "Ohroženi hmyzem?" byl v roce 2022 oceněn cenou Magnesia Litera v kategorii naučná literatura.
V roce 2022 mu byla udělena Stříbrná pamětní medaile předsedy Senátu Parlamentu ČR.